# Асаф Джах II
Наваб Мир Низам Али Хан Сиддики, Асаф Джах II (7 марта 1734 — 6 августа 1803) — второй низам Хайдарабада в Южной Индии (8 июля 1762 — 6 августа 1803). Его официальное имя — Асаф Джах II, Низам уль-Мульк, Низам уд-Даула, Наваб Мир Низам Али Хан Сиддики Баяфанди Бахадур, Фатх Джанг, Сипах Салар, Наваб Субедар Декана.

## Ранняя жизнь
Он родился 7 марта 1734 года в Хайдарабаде. Четвертый сын Асафа Джаха I (1671—1748), первого низама Хайдарабада (1724—1748), и Умды Бегум.
Титулы Наваба и Асада Джанга он получил от своего отца. В апреле 1756 году ему был пожалован мансаб в размере 7 тысяч затов и 7 тысяч соваров. 28 апреля того же 1756 года он был назначен субадаром (губернатором) провинции Берар. В ноябре 1757 года он был признан в качестве наследника своего старшего брата Салабата Джанга.
Мир Низам Али Хан был назначен командиром и администратором Декана в 1759 году. Его успешные методы борьбы с маратхами заработали ему большую репутацию способного военачальника.

## Субедар Декана
После того как маратхи были разгромлены во время третьей битвы при Панипате в 1761 году, Низам Али Хан и его 60-тысячная армия немедленно продвинулись вперед и отбросили маратхов до Пуны и заставили их просить о длительном мире. Низам Али захватил крепость Бидар, а позднее в 1762 году арестовал своего старшего брата Салабата Джанга, правившего в княжестве Хайдарабад в 1751—1762 годах. Эти действия Низама Али Хана признал император Великих Моголов Шах Алам II, который издал фирман о прекращении исполнения Салабатом Джангом должности субадара Декана и о назначении Низама Али Хана, будущего Асафа Джаха II, в качестве его преемника.
Сразу же после отвоевания престола в 1772 году император Великих Моголов Шах Алам II попал под полное влияние Низама Али Хана, правителя Хайдарабада.

## Борьба с маратхами
В 1762 году Рагхунатх-рао из-за взаимного недоверия и разногласий со своим племянником Мадхав-рао I сблизился с низамом Хайдарабада Асафом Джахом II. Низам выступил в поход на Пуну, но он и не подозревал, что Рагхунатх-рао собирается его предать. В августе 1763 года в битве при Ракшасбхуване Мадхав-рао I и Рагхунатх-рао. В Аурангабаде был заключен мирный договор между маратхами и низамом Хайдарабада, который вынужден был уступить победителям часть собственной территории.
В марте 1795 года низам Хайдарабада был разбит маратхами под командованием пешвы Мадхав-рао II в битве при Харде и вынужден был уступить Даулатабад, Аурангабад и Солапур и выплатить компенсацию в размере 30 миллионов рупий .
Французский генерал, месье Раймон (1755—1798), был его военачальником, стратегом и советником.
На следующий год низам Хайдарабада Асаф Джах II понял, что падение Майсура будет неизбежным, и, таким образом, он в 1798 году заключил субсидиарный договор с Британской Ост-Индской компанией. Таким образом, Хайдарабад, который по площади и населению сравним с Соединенным Королевством, стал княжеским государством в Британском Индии. В 1799 году низам Хайдарабада Асаф Джах II участвовал на стороне англичан в войне с Типу Султаном, правителем Майсура.

## Смерть
6 августа 1803 года низам Хайдарабад Асаф Джах II скончался в возрасте 69 лет во дворце Чаумахалла в Хайдарабаде. Ему наследовал его второй сын Асаф Джах III.

## Жены и дети
У Асафа Джаха II было много жен, среди них наиболее известны: Дил-Лаган Баи Сахиба (? — 1809), Бакши Бегум Сахиба (? — 1813), Тахниат ун-нисса Бегум Сахиба (Биби Сахиба) (? — 1817), Аллах Рукни Бегум Сахиба и Зеб ун-нисса Бегум Сахиба. У низама было одиннадцать сыновей и двенадцать дочерей.

### Сыновья
- Муршидзада Афак Али Хан Амир уль-Мамалюк, Асад уль-Мульк, Асаф уд-Даула, Наваб Мир Ахмад Али Хан Бахадур, Нусрат Джанг (1753 — 24 ноября 1795)
- Сикандар Джах, Асаф уль-Мульк, Асад уд-Даула, Наваб Мир Акбар Али Хан Бахадур, Асад Джанг (11 ноября 1768 — 21 мая 1829), преемник отца
- Фаридун Джах, Интизам уль-Мульк, Интизам уд-Даула, Наваб Мир Субхан Али Хан Бахадур, Имтиаз Джанг (25 июля 1778 — 22 июня 1810)
- Джахандар Джанг, Зульфикар уль-Мульк, Насир уд-Даула, Наваб Мир Зульфикар Али Хан Бахадур, Бабар Джанг (10 августа 1777 — 17 февраля 1827)
- Акбар Джах, Джумдат уль-Мульк, Итимад уд-Даула, Наваб Мир Таймур Али Хан Бахадур, Кисвара Джанг (10 октября 1777 — 31 января 1852)
- Джамшид Джах, Захир уль-Мульк, Захир уд-Даула, Наваб Мир Интизам Али Хан Бахадур, Кисвар Джанг (25 ноября 1777 — 24 ноября 1800)
- сын (август — 28 ноября 1780)
- сын (род. 5 августа 1782)
- сын (род. 10 сентября 1782)
- Сулайман Джах, Раис уль-Мульк, Султан уд-Даула, Наваб Мир Джахангир Али Хан Бахадур, Зафар Джанг (18 октября 1792 — 28 июня 1862)
- Кайван Джах, Султан уль-Мульк, Икбал уд-Даула, Наваб Мир Джахандар Али Хан Бахадур, Нусрат Джанг (2 сентября 1799 — 1 мая 1827).

### Дочери
- Сахибзади Бидари Бегум (? — 23 декабря 1788)
- Сахибзади Фахр ун-нисса Бегум
- Сахибзади Накшбанди Бегум (? — 18 ноября 1808)
- Сахибзади Риас ун-нисса Бегум (? — 3 июня 1809)
- Сахибзади Камар ун-нисса Бегум
- Сахибзади Фархат ун-нисса Бегум
- Сахибзади Саджида Бегум
- Сахибзади Джахан Ара Бегум
- Сахибзади Салима Бану Бегум
- Сахибзади Кабули Бегум
- Сахибзади Амир ун-нисса Бегум Сахиба
- Сахибзади Башир ун-нисса Бегум.